# Operace Calcium
Operace Calcium byl krycí název pro paradesantní výsadek vyslaný během II. světové války z Anglie na území Protektorátu Čechy a Morava. Výsadek byl organizován zpravodajským odborem exilového Ministerstva národní obrany a byl řazen do třetí vlny výsadků.

## Složení a úkoly
Desant tvořili ppor. JUDr. Jaroslav Odstrčil, rtn. Josef Gemrot, rtn. František Široký a rtn. Karel Niemczyk. Úkolem výsadku byl zpravodajský sběr informací a udržování radiového kontaktu s Londýnem. Za tímto účelem byla vybavena vysílačkou Zdenka, přejmenovanou na žádost R-3 a schválením Londýna na Milada.

Příslušníci výsadku Calcium
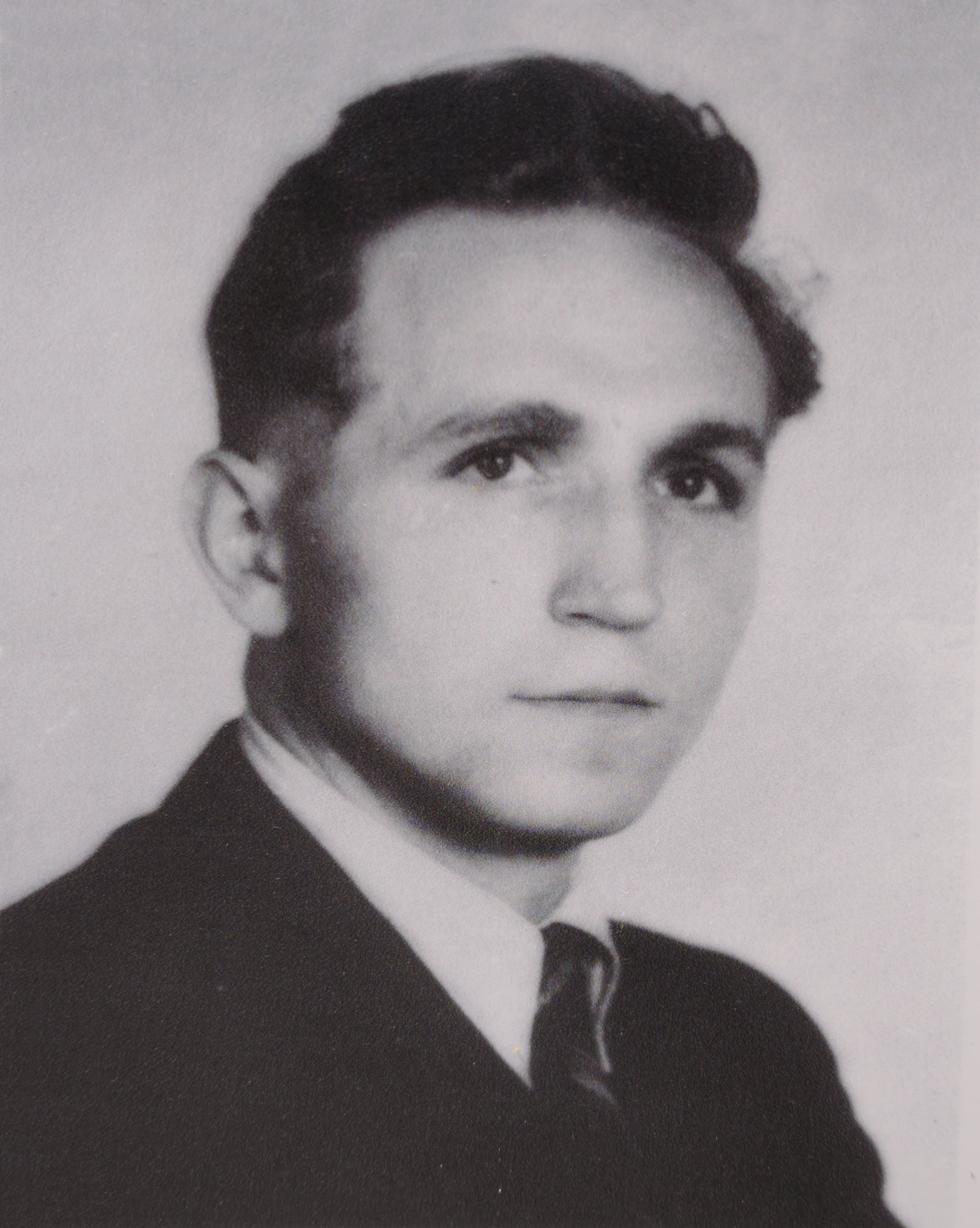
Podporučík JUDr. Jaroslav Odstrčil
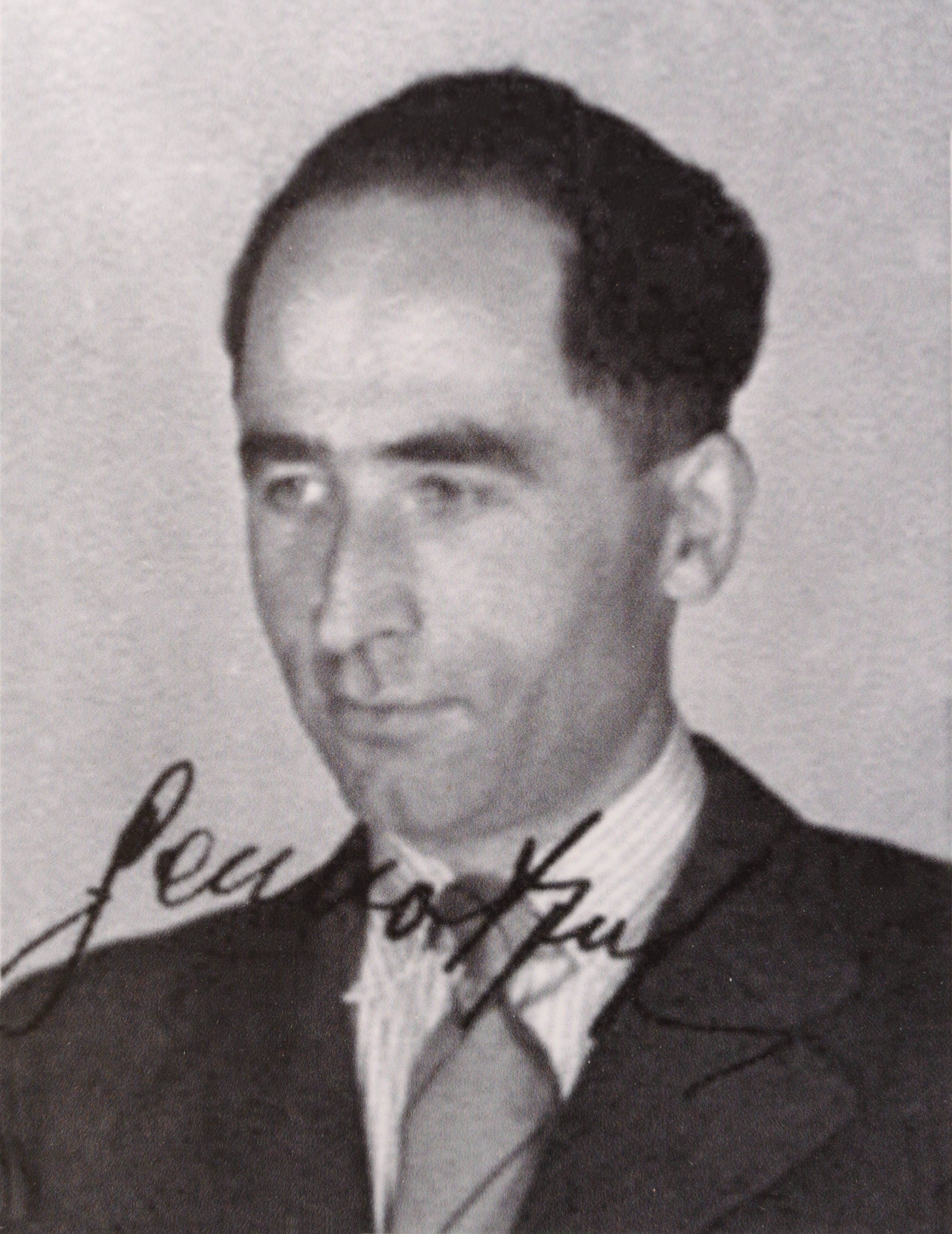
Rotný Josef Gemrot
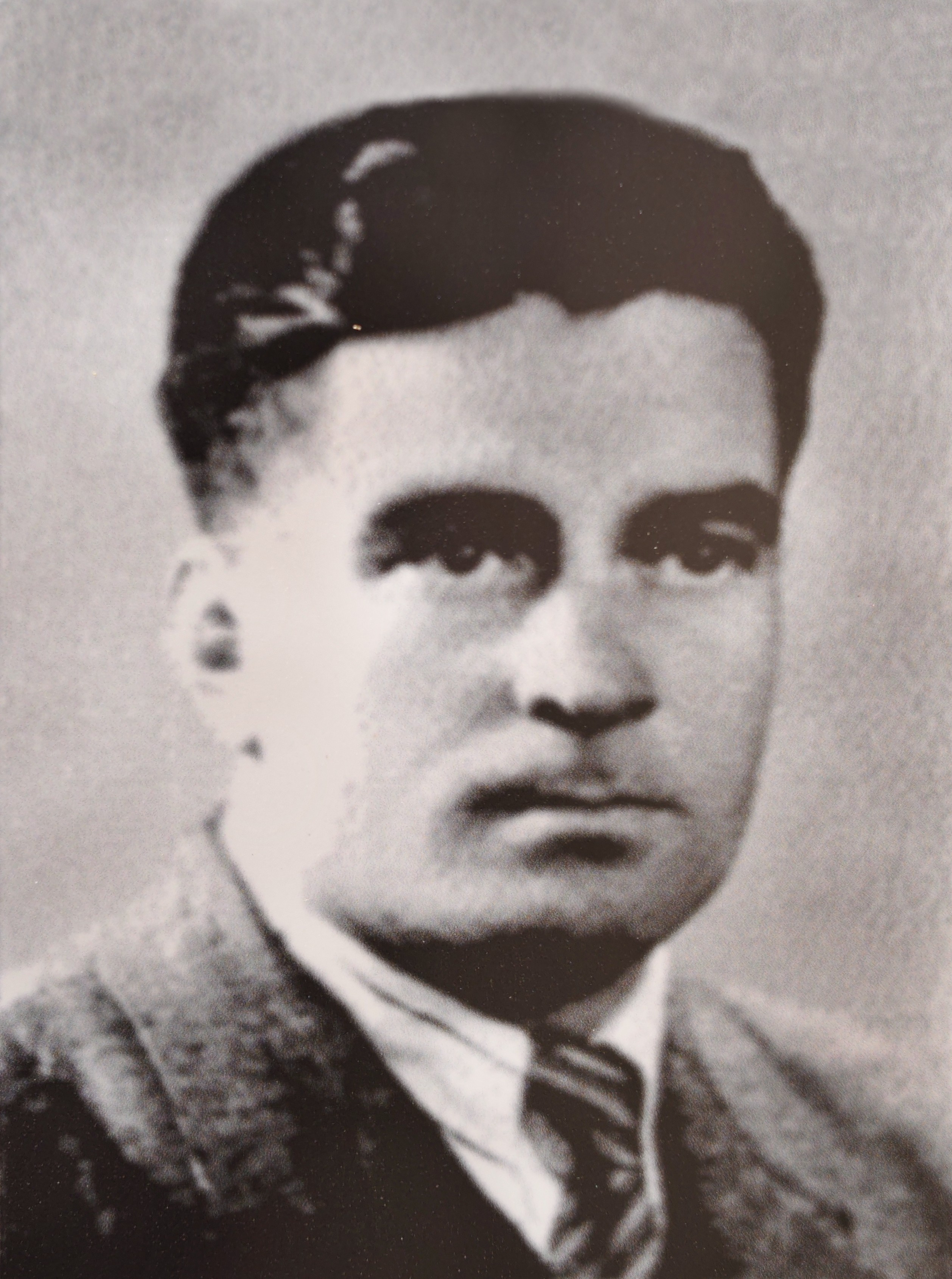
Rotný František Široký
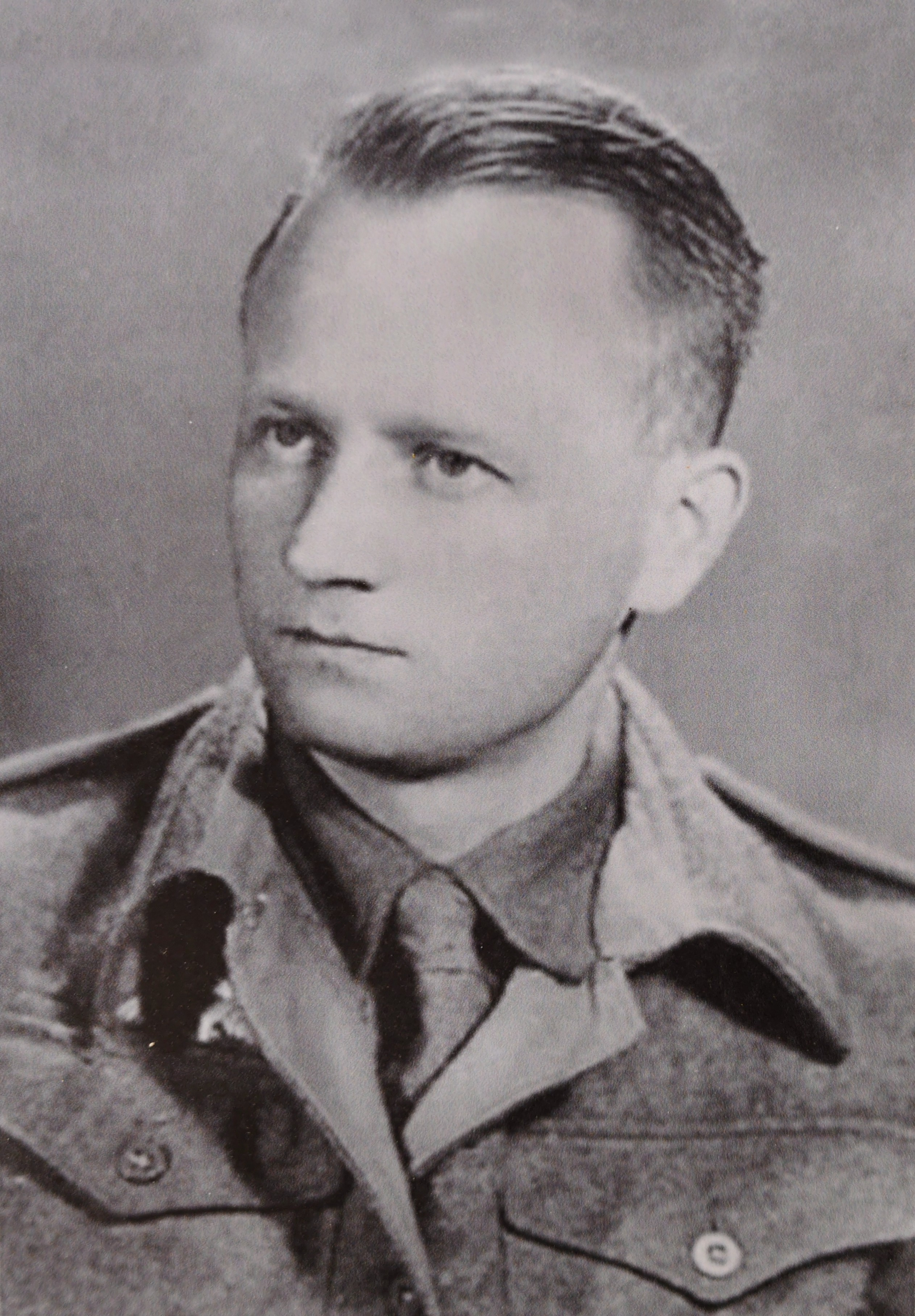
Rotný Karel Niemczyk

## Činnost
Desant byl vysazen v noci ze 3. na 4. dubna 1944 poblíž Čejkovic (u Chrudimi) společně se skupinou Barium. Při seskoku došlo ke ztrátě jednoho ze tří kontejnerů s materiálem. Poté, co byli její příslušníci na několika kontaktních adresách odmítnuti, se skupina postupně přesunula ke Střížovu u Jihlavy. Ve Střížově navázali spojení s představitelem Rady tří. Zde se skupina rozdělila. Po několika dnech došlo k přesunu Širokého a Niemczyka k Novému Městu na Moravě a kontaktu s dalšími příslušníky domácího odboje ze Zpravodajské brigády. Tady se radistovi skupiny Niemczykovi podařilo zprovoznit vysílačku a 21. května navázat radiový styk s Londýnem. Po odvysílání několika zpráv došlo k dalšímu přesunu do Proseče u Skutče. Při dalších přesunech členů desantu došlo k několika ozbrojeným střetům s gestapem, neboť setkání parašutistů s odbojáři bylo prozrazeno konfidentkou. Při jednom z těchto střetů byl 23. června 1944 u Netína zabit Odstrčil a těžce zraněn Gemrot. Skupina i poté pokračovala ve sběru informací a jejich odesílání do Londýna a zároveň v zprostředkování radiového spojení domácího odboje s exilovou vládou. 
Koncem roku 1944 a začátkem roku 1945 se skupina podílela na přijetí výsadků Tungsten, Platinum-Pewter a Bauxite. V květnu 1945 se skupina podílela na vyjednávání s německou posádkou v Nasavrkách. Poté se příslušníci Calcia přesunuli na Českomoravskou vysočinu, aby posílili výsadek Tungsten. Byli zadrženi příslušníky sovětské partyzánské skupiny STAS. V tomto zajetí strávili několik dní, než se omyl vysvětlil. Svou činnost skupina ukončila podáním hlášení na generálním štábu čsl. armády v již osvobozené Praze.